# Mihaela Ursuleasa

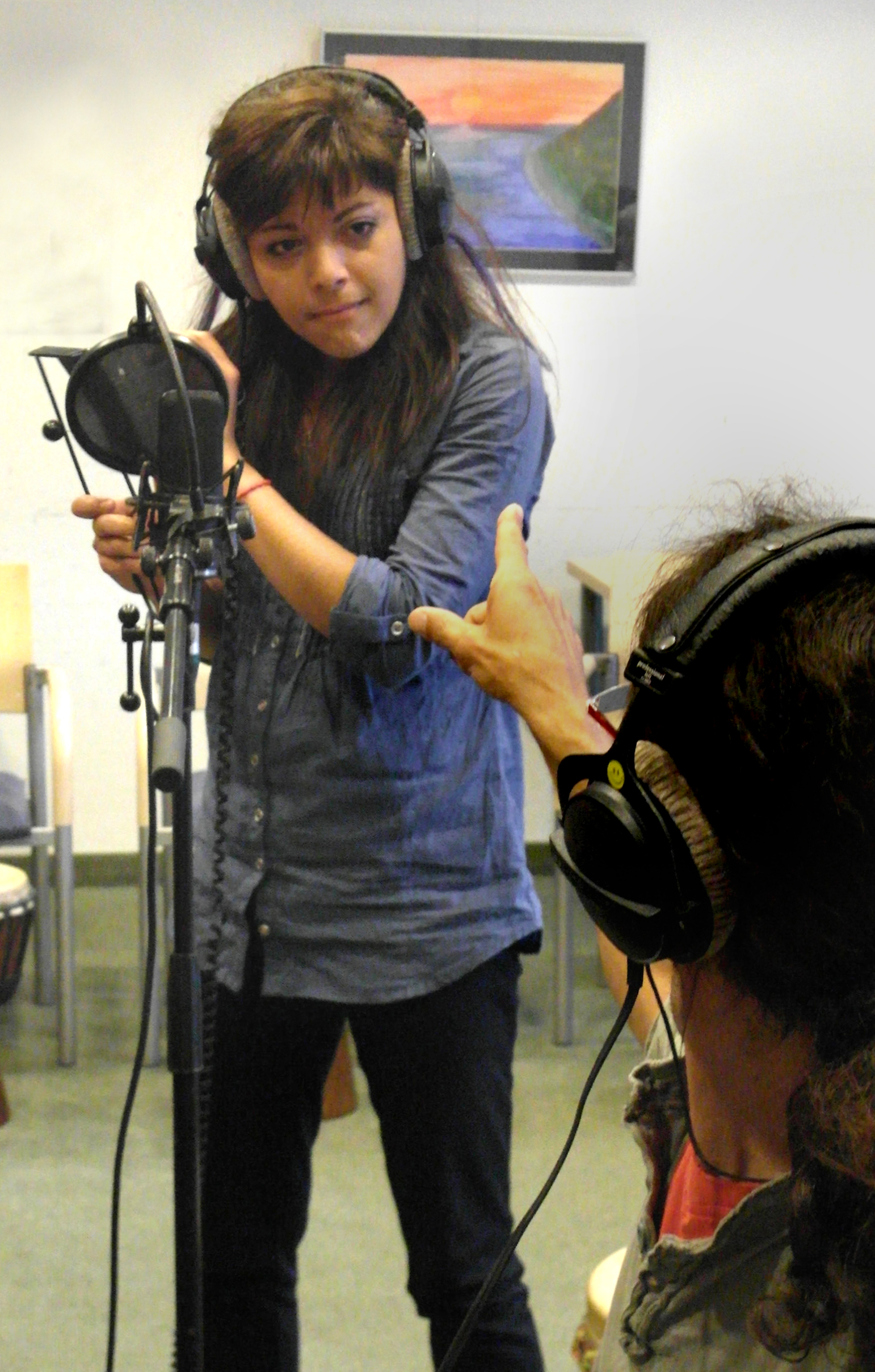
Mihaela Ursuleasa tijdens een opnamesessie in Wenen, 2011

Mihaela Ursuleasa (Brașov, 27 september 1978 – Wenen, 2 augustus 2012) was een Roemeense pianiste.
Ze begon haar carrière al op 5-jarige leeftijd. Als jonge tiener won ze de tweede prijs op de Internationale Piano Wedstrijd in Senigallia. Vervolgens ging ze, op 13-jarige leeftijd, studeren aan het conservatorium van Wenen, waar ze in 1999 cum laude afstudeerde. In 1995 won ze de prestigieuze tweejaarlijkse Clara Haskil International Piano Competition in Zwitserland. Ze trad veel internationaal op, onder meer in de Carnegie Hall in New York, in het Konzerthaus in Wenen, in het Concertgebouw in Amsterdam, in Keulen, in Zürich en in Parijs. Op 2 augustus 2012 overleed ze onverwachts thuis aan de gevolgen van een intracerebraal hematoom. Ze liet een 6-jarige dochter na.